# Ітан Патц
І́тан Ка́ліл Патц (англ. Etan Kalil Patz; 9 жовтня 1972, Мангеттен, Нью-Йорк — 25 травня 1979, Сохо, там само) — американський хлопчик, зникнення котрого 25 травня 1979 року викликало значний суспільний резонанс і привернуло увагу громадськості до проблеми зниклих дітей. 

## Історія
Ітан Патц зник у 1979 році по дорозі до школи, його тіло так і не було знайдене. Лише у 2000 році він був офіційно проголошений померлим. 

## Суспільний резонанс
Зображення Ітана Патца з'являлися на пакетах із молоком, що стало після цього загальновживаною практикою у пошуку зниклих дітей. У 2010 році справа Ітана Патца була знову відкрита поліцією, а у 2012 році був арештований підозрюваний у справі, котрий зізнався у вбивстві дитини. З 1983 року дата зникнення Ітана Патца щорічно відмічається у США як Національний день зниклих дітей, з 2010 року в усьому світі — як Міжнародний день зниклих дітей.